# Klinikum Herford
Das Klinikum Herford ist mit 21 Kliniken, Fachabteilungen und Instituten sowie 803 Betten (Stand 2020) das größte Krankenhaus im Kreis Herford. Mit rund 2100 Mitarbeitern (Stand 2020) ist die Anstalt des öffentlichen Rechts (AöR) der größte Arbeitgeber der Stadt Herford. Das Klinikum war bis Juli 2016 akademisches Lehrkrankenhaus der Medizinischen Hochschule Hannover und ist seitdem Kooperationspartner des Universitätsklinikums der Ruhr-Universität Bochum (UK RUB). Es bezeichnet sich selbst als Krankenhaus der Maximalversorgung.
Am 1. Januar 2023 fusionierten das Klinikum Herford und das Lukas-Krankenhaus Bünde zu den Kreiskliniken Herford-Bünde AöR, nachdem bereits zuvor eine enge Zusammenarbeit bestand und der Vorstandssprecher des Herforder Klinikums Peter Hutmacher seit Oktober 2020 auch Geschäftsführer des Lukas-Krankenhauses war. Da das Evangelische Krankenhaus Enger seit 1993 eine Tochter des Lukas-Krankenhauses ist, sind die Kreiskliniken an drei Standorten vertreten.

## Wirtschaftliche Kennzahlen
Laut Internetseite wurden im Klinikum Herford im Jahre 2019 rund 33.000 stationäre und rund 76.000 ambulante Patienten behandelt. Die durchschnittliche Verweildauer betrug 6,1 Tage. Laut Geschäftsbericht 2016 erzielte das Klinikum 140 Millionen Euro betriebliche Erträge.
| Jahr               | 2009  | 2010  | 2011  | 2012  | 2013  | 2014  | 2015  | 2016  | 2017  | 2018  |
| ------------------ | ----- | ----- | ----- | ----- | ----- | ----- | ----- | ----- | ----- | ----- |
| Ergebnis in Mio. € | + 3,1 | + 4,3 | + 2,2 | + 1,5 | + 1,0 | + 0,8 | + 0,2 | + 0,3 | − 4,0 | − 7,7 |

Für das Jahr 2019 ging das Klinikum im Februar 2020 von einem Defizit von 6,0 Mio. Euro aus.

## Fachabteilungen
Im Klinikum Herford werden folgende bettenführende Fachabteilungen vorgehalten: drei medizinische Kliniken (Medizinische Klinik I: Gastroenterologie, Pneumologie und Infektionskrankheiten; Medizinische Klinik II: Hämatologie und Onkologie; Medizinische Klinik III: Kardiologie und internistische Intensivmedizin), Kinder- und Jugendmedizin mit Neonatologie, allgemeine Chirurgie, Unfallchirurgie, Orthopädie und Handchirurgie, Gefäßchirurgie, Urologie, Frauenheilkunde und Geburtshilfe (mit Perinatalzentrum, Level 1), Neurologie, Nuklearmedizin, Strahlentherapie, Anästhesiologie und operative Intensivmedizin sowie Schmerztherapie. Universitätskliniken sind die Klinik für Allgemein- und Viszeralchirurgie, Thoraxchirurgie und Proktologie, die Klinik für Urologie und die Klinik für Anästhesiologie, operative Intensiv-, Rettungsmedizin und Schmerztherapie. Seit April 2020 gibt es am Klinikum eine Hochschulambulanz für Schmerztherapie, an der insbesondere Patienten mit langandauernden starken Schmerzen behandelt werden.
Neben zwei psychiatrischen Tageskliniken gibt es seit 2004 auch eine vollstationäre psychiatrische Klinik (mit Psychotherapie und Psychosomatik). Die Klinik für Radiologie ist nicht bettenführend.
Außerdem gibt es im Klinikum Herford Belegabteilungen für Hals-Nasen-Ohrenheilkunde, Augenheilkunde und Mund-, Kiefer- und Gesichtschirurgie sowie Institute für Labormedizin, Pathologie und Psychoonkologie.
Am Klinikum sind weiterhin zwei Notarzteinsatzfahrzeuge (NEF) stationiert, die mit einem dritten (stationiert am Lukas-Krankenhaus in Bünde) den Kreis Herford notärztlich versorgen. Der Notarztstandort Herford ist unter anästhesiologischer Leitung.
Das Klinikum Herford ist zu 50 % an der Schule für Pflegeberufe Herford/Lippe GmbH beteiligt, die 400 Ausbildungsplätze für Gesundheits- und Krankenpflege anbietet.

## Gebäudeensemble und Bautätigkeiten
Das Klinikum Herford liegt am östlichen Rand der Stadt Herford kurz vor der Grenze zum Stadtteil Schwarzenmoor unterhalb des Hamscheberges. Das Gelände hat eine Größe von etwa 105.000 Quadratmetern.
Der Hauptbau, die unmittelbar benachbarte Kinderklinik, das sogenannte „akademische Lehrgebäude“ mit Unterrichtsräumen sowie die Schwesternwohnheime und der auf dem Gelände befindliche, 2015 abgerissene Kindergarten sind typische Plattenbauten.
Anbauten mit Konferenzräumen und Einrichtungen der Strahlentherapie beziehungsweise mit Erweiterungen der Intensivstationen und des OP-Traktes sind funktionell modern.
Der Umbau der Cafeteria, die 2004 eröffnete benachbarte Psychiatrische Klinik und das 2006 auf dem Gelände eröffnete Wohn- und Pflegezentrum „Heinrich-Windhorst-Haus“ (Träger: Diakoniestiftung) sind als gemäßigt postmodern zu bezeichnen.
Seit 2007 wurden umfangreiche Um- und Ausbaumaßnahmen durchgeführt: Ein Parkdeck ist auf dem Gelände entstanden, ein Erweiterungs- und Modernisierungsbau beherbergt vor allem die neue Notfallambulanz. Ende 2008 wurde auf dem Gelände ein Dialysezentrum in freier Trägerschaft mit 40 Behandlungsplätzen eröffnet.
2011 wurde der Erweiterungsbau mit Mutter-Kind-Zentrum, Hybrid-OP (unter anderem für angiografische Eingriffe) und Erweiterung der Intensivstationen abgeschlossen. In den Jahren 2011 und 2012 wurde ein Anbau an die stationäre Psychiatrie erstellt.
Von 2013 bis Februar 2018 wurden umfangreiche Erweiterungen des Haupthauses und die Sanierung der Fassade mit einem Volumen von fast 40 Millionen Euro vorgenommen.
Im September 2016 wurde auf dem Gelände des seit mehreren Jahren leerstehenden Klinikum-Kindergartens ein Parkhaus mit 294 Stellplätzen auf elf Ebenen eröffnet.
Mitte März 2022 wurde neben dem Parkhaus mit Mitarbeitenden, Fachleuten und Freiwilligen einer der ersten Tiny-Forest Nordrhein-Westfalens angelegt.
Ab Anfang 2023 wird neben dem Klinikum eine neue Klinik für Kinder- und Jugendmedizin gebaut. Der Neubau ist für 58 Patienten ausgelegt und soll Ende 2024 bezugsfertig sein.

## Geschichte
1854 beschloss die Stadt Herford, in der Innenstadt ein Krankenhaus mit 80 bis 100 Betten zu bauen. Der Landrat Georg von Borries sorgte mit Darlehen und Spendenaufrufen für die Finanzierung. Am 15. Oktober 1858 wurde das „Friedrich-Wilhelm-Hospital“ eingeweiht. Sanitätsrat Ernst-August Kerstein war der erste Arzt – halbtags – und blieb in den nächsten 31 Jahren auch der einzige Arzt des Krankenhauses. 1905/1906 erfolgten größere Umbauten und Modernisierungen, unter anderem wurden elektrisches Licht und elektrisch betriebene Aufzugsanlagen eingerichtet. Eine für 1914 vorgesehener umfangreicher Erweiterungsbau mit 144 Betten wurde durch den Ersten Weltkrieg verzögert. Erst 1929 konnte nach zweijähriger Bauzeit das von den Berliner Architekten Mohr und Weidner im Backsteinexpressionismus geplante Gebäude eingeweiht werden. Große Teile des Krankenhauses wurden 1943 bei einem Luftangriff zerstört. Bis 1973 wurde der rote Klinkerbau als Krankenhaus genutzt, heute ist dort das Technische Rathaus untergebracht. 
Bereits Ende der 1950er Jahre zeichnete sich ab, dass Bettenkapazität in Stadt und Landkreis Herford auf Dauer nicht ausreichen. Da Umbau und Ausbau des bestehenden Gebäudes in der Innenstadt Herfords als unzweckmäßig erachtet wurden, begannen Planungen für einen kompletten Neubau des Hauses vor den Toren der Stadt. 1969 übergab der Zweckverband von Stadt und Kreis Herford die Trägerschaft an den Kreis alleine, das Krankenhaus hieß jetzt „Kreiskrankenhaus Herford“. Im selben Jahr begann der Neubau an der Schwarzenmoorstraße, der 1973 bezogen werden konnte. 
1983 wurde in Trägerschaft des Kreiskrankenhauses in Bünde-Spradow eine psychiatrische Tagesklinik eröffnet. Seit den 1990er Jahren vergrößerten verschiedene An- und Umbauten das Hauptgebäude, verschiedene Modernisierungen waren notwendig. 2004 wurde die ab dann bettenführende Klinik für Psychiatrie, Psychosomatik und Psychotherapie in Betrieb genommen. In diesem Jahr änderte das Krankenhaus seine Rechtsform und firmiert seitdem als Anstalt des öffentlichen Rechts unter dem Namen „Klinikum Herford“, das dann auch akademisches Lehrkrankenhaus der Medizinischen Hochschule Hannover wurde, bis dahin gab es eine Kooperation mit der Westfälischen Wilhelms-Universität Münster.
2006 wurde als 100-prozentige Tochter ein Medizinisches Versorgungszentrum (MVZ) mit den Fachdisziplinen Hämatologie/Onkologie, Pathologie und Nuklearmedizin ausgegründet; 2009 kam die Strahlentherapie dazu.
2015 schloss das Klinikum Herford als Haus der Bietergemeinschaft Minden-Herford einen Vertrag mit der Ruhr-Universität Bochum, wodurch es zu einem Standort des Universitätsklinikums der Ruhr-Universität Bochum wurde.

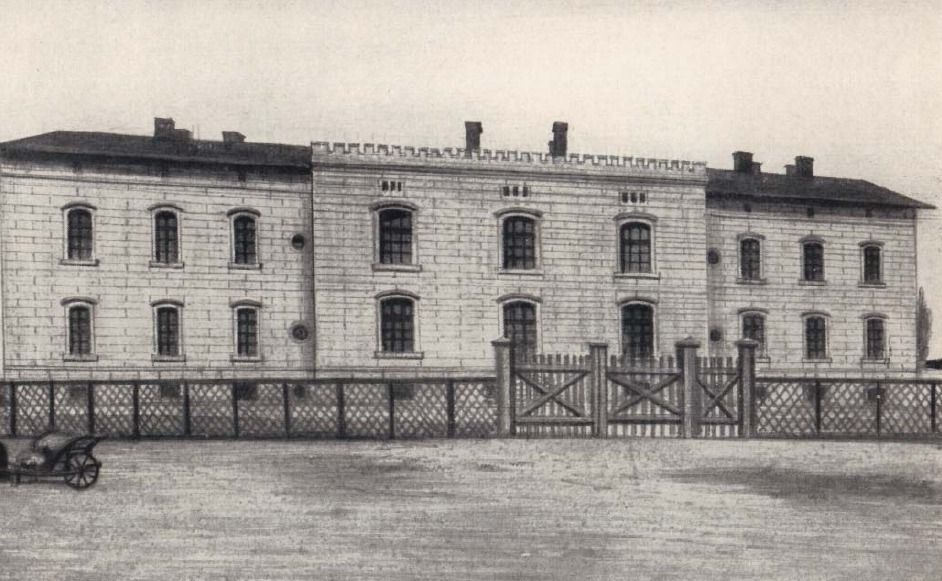
Das Friedrich-Wilhelm-Hospital um 1860
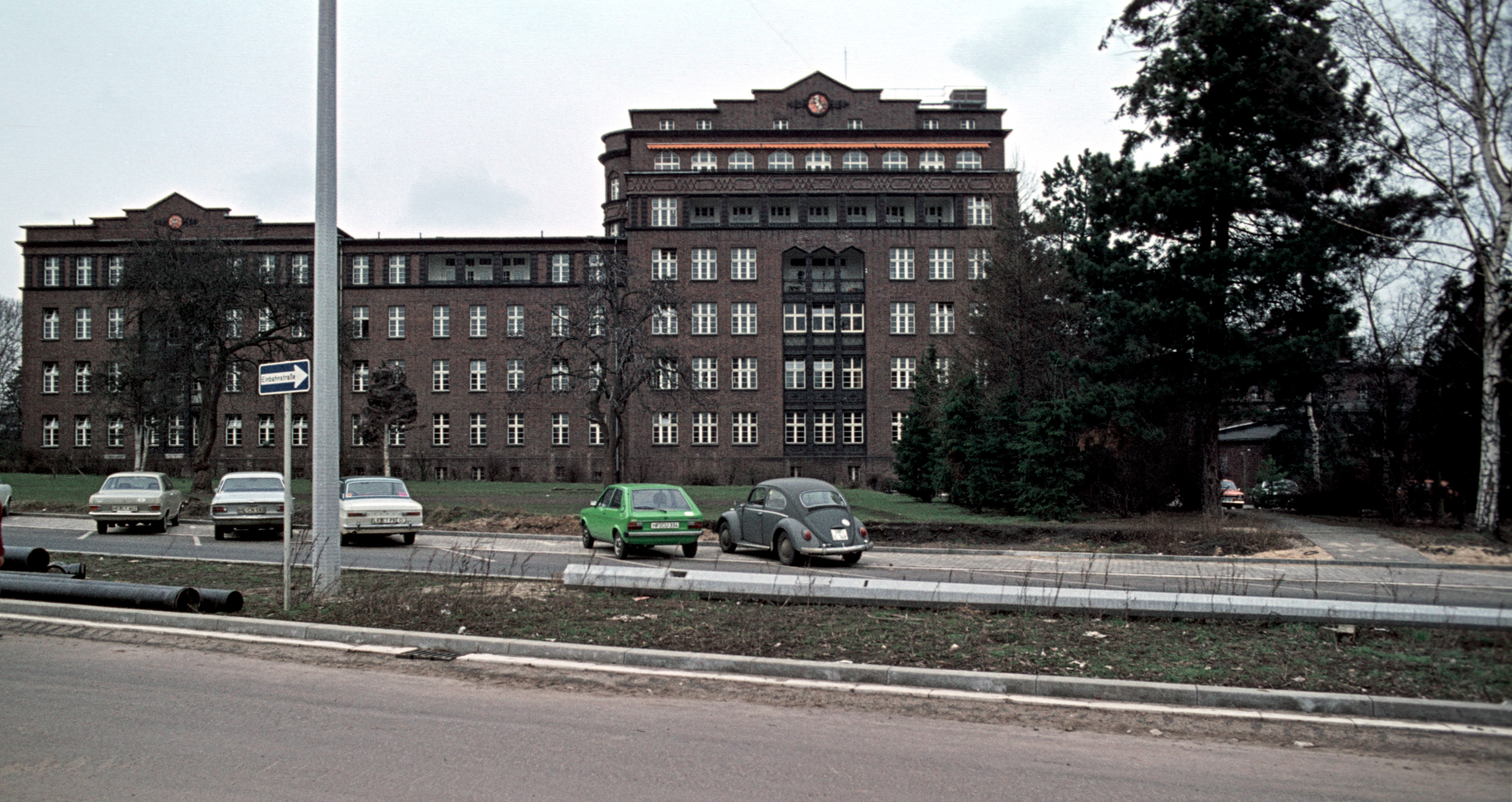
Kreiskrankenhaus bis 1973, später Technisches Rathaus
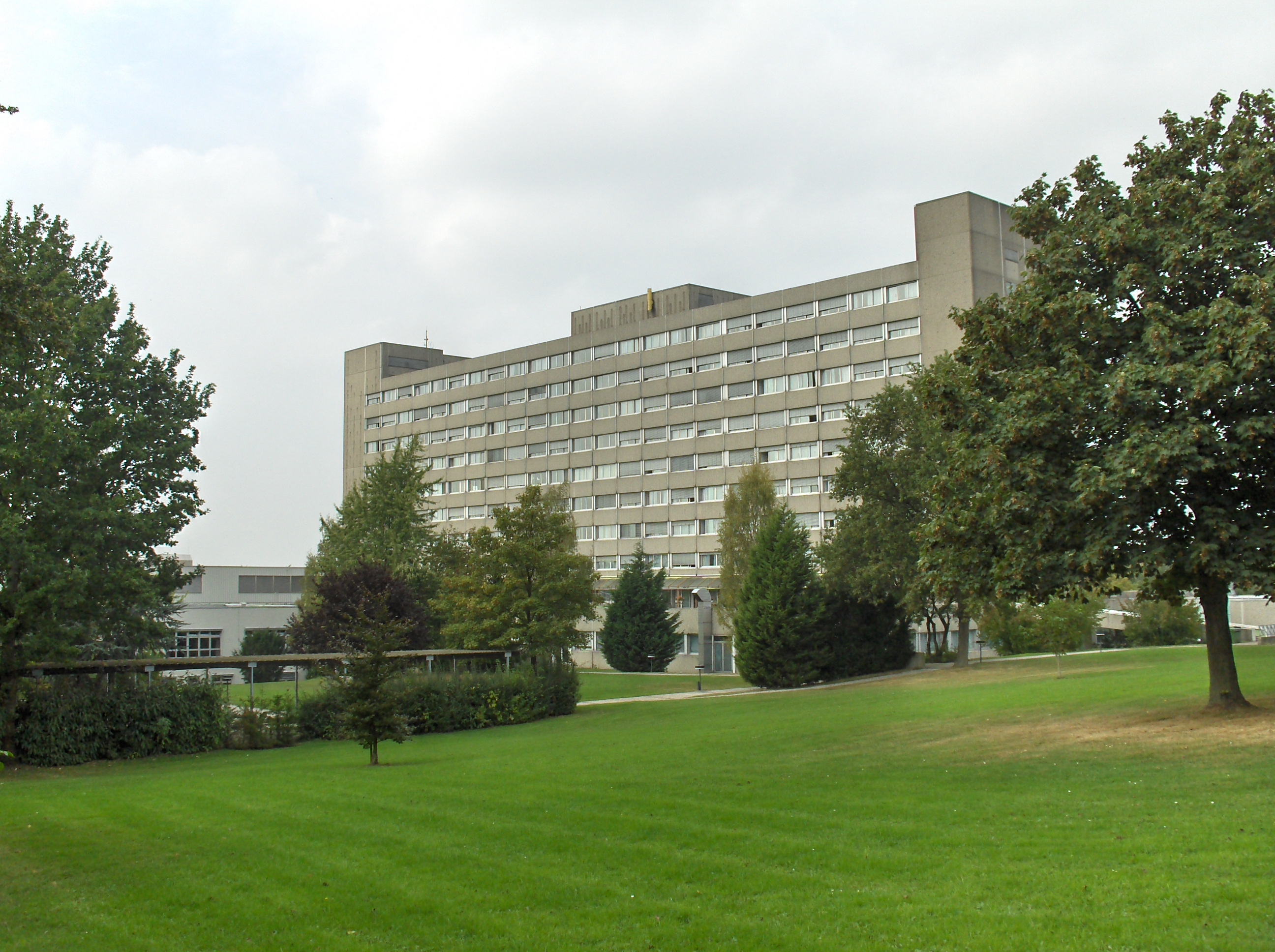
Klinikum Herford 2006 vor Umbau und Sanierung
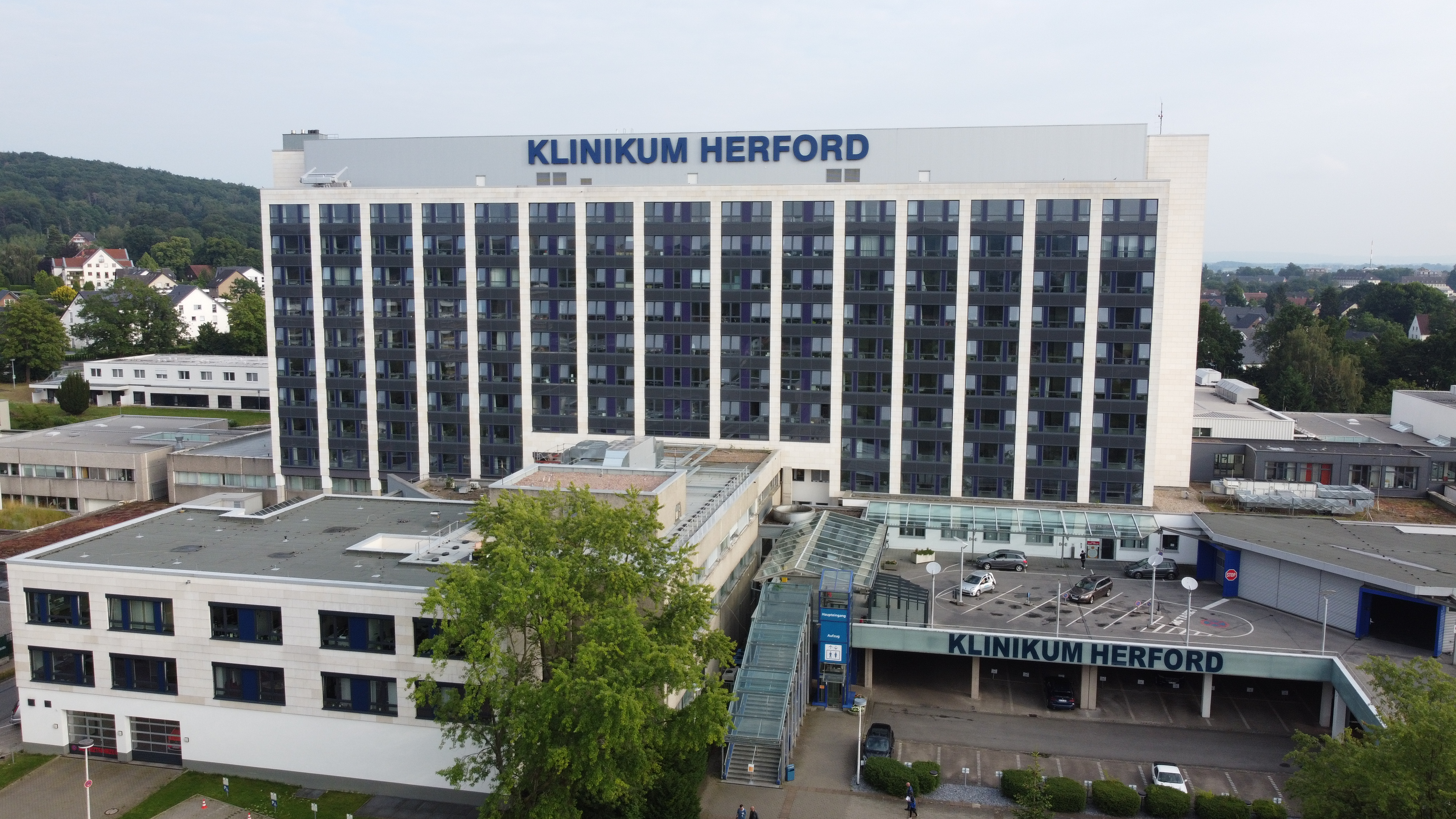
Klinikum Herford 2020